# Фоксборо
Фо́ксборо (англ. Foxborough) — город в округе Норфолк, штат Массачусетс. Расположен примерно в 35 км к юго-западу от Бостона, штат Массачусетс, и в 29 км к северо-востоку от Провиденса, штат Род-Айленд. Население согласно переписи населения 2010 года составляет 16865 человек. Город известен стадионом «Джиллетт Стэдиум», и командами New England Patriots по американскому футболу и New England Revolution по футболу. Официальное написание названия города «Foxborough», хотя часто используется вариант написания «Foxboro». Этот вариант написания используется Почтовой службой США в качестве правильной формы.

## История
Город был основан в 1704 году и инкорпорирован в 1778 году. Фоксборо получил название по имени Чарльза Джеймс Фокса, члена парламента вигов и убеждённого сторонника колоний во времена, предшествовавшие Американской революции.
Город когда-то был известен крупнейшим заводом в мире по производству соломенных шляп. Завод был основан местным бизнесменом Карпентером, однако предприятие полностью сгорело в начале 20 века. На месте завода теперь расположен офисный центр.
Фоксборо состоял из небольших общин вплоть до начала 1900-х годов. К ним относятся Foxvale / Paineburgh, которые остались полунезависимыми до середины XX века; Quaker Hill в Южном Фоксборо и Lakeview / Donkeyville в Западном Фоксборо.

## Спорт
В Фоксборо расположен «Джиллетт Стэдиум», на котором играют шестикратные чемпионы Супербоула — команда «Нью-Ингленд Пэтриотс», а также футбольный клуб «Нью-Инглэнд Революшн», выступающий в MLS. Обе команды принадлежат Бобу Крафту. Торговый центр Patriot Place, построенный в 2009 году вокруг стадиона, также выкупил Крафт. Торговый центр включает в себя множество ресторанов и магазинов. Часть Patriot Place расположена на месте, где до 2002 года находился «Фоксборо Стэдиум» — бывший домашний стадион «Пэтриотс» и «Революшн». «Фоксборо Стэдиум» принимал шесть матчей чемпионата мира по футболу 1994 года.

## Достопримечательности
- Foxboro Grange Hall — занесён в Национальный реестр исторических мест США в 1983 году.
- «Джиллетт Стэдиум» — домашний стадион команд «Нью-Ингленд Пэтриотс» и «Нью-Инглэнд Революшн».
- Patriot Place — открытый торгово-развлекательный комплекс рядом с «Джиллетт Стэдиум».
- Театр Орфей — местный некоммерческий театр, место для живых выступлений и демонстрации фильмов, в том числе для проведения ежегодного кинофестиваля Three Stooges.
- F. Gilbert Hills — государственный заповедник, охватывающий 4,16 км², используется для пеших прогулок, езды на велосипеде, бега на лыжах, верховой езды и наблюдения за природой. В заповеднике расположены уникальные каменные сооружения, и некоторые жители полагают, что они были сделаны и использовались местным племенем алгонкинов до основания города[2].
- Memorial Hall — каменное строение и памятник в центре города, посвящённый тем, кто служил в вооруженных силах; содержит постоянную коллекцию исторических экспонатов, связанных с историей города.